# Riverview
Kancelářská budova Riverview se nachází na pražském Smíchově, v ulici Svornosti. Budovu postavila v letech 2013–2014 podle návrhu švédského studia Tengbom a českého architekta Ivana Krejčího stavební divize společnosti Skanska. Investorem a developerem projektu byla Skanska Commercial Development Europe. Skanska prodala budovu krátce po jejím dokončení investičnímu fondu Invesco Real Estate CEE, který ji dlouhodobě vlastní a spravuje.
V budově Riverview sídlí společnost MSD IT Global Innovation Hub, maloobchodní jednotky v přízemí budovy jsou pronajaty společnostem Vekra (výrobce oken a dveří), SWN (výrobce schodišť) a Sodexo, která zde provozuje restauraci. 
Budova má celkovou pronajímatelnou plochu 7 700 m² a krátce po svém dokončení získala mezinárodní environmentální certifikaci LEED Gold.

## Popis
Riverview se skládá ze dvou samostatných částí. Obdélníková sedmipodlažní část je orientovaná podél ulice Svornosti, šestipatrové klínovité křídlo je na jižním průčelí zakřivené, aby se snížila architektonická váha objektu. Na místě, kde se obě části budovy setkávají, jsou balkony, v přízemí je mezi oběma křídly otevřené atrium. Riverview nabízí několik pobytových teras s výhledy na Pražský hrad a Vyšehrad.
V budově je instalován sofistikovaný HVAC systém (topení, ventilace a klimatizace), který zajišťuje zvýšený přísun čerstvého vzduchu až o 30 %. V prostorách je instalován inteligentní systém řízení osvětlení, který sleduje intenzitu denního světla a míru obsazenosti prostor.  

## Ocenění
Budova Riverview získala v roce 2015 ocenění Best of Realty v kategorii Nová administrativní centra.